# Plan Macià

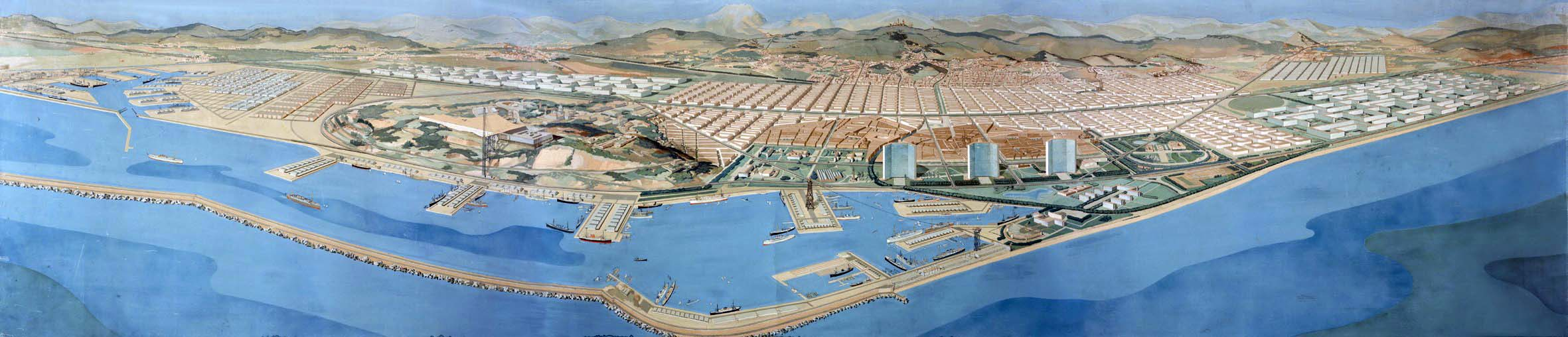
Diorama del Plan Macià, de Josep Torres Clavé (1932)

El Plan Macià (en catalán: Pla Macià) fue un proyecto urbanístico diseñado entre 1932 y 1935 por los arquitectos del GATCPAC (Grupo de Arquitectos y Técnicos Catalanes para el Progreso de la Arquitectura Contemporánea), Le Corbusier y Pierre Jeanneret, pensado para la ciudad de Barcelona. Aunque finalmente no fue ejecutado, el proyecto quedó como un esbozo de desarrollo urbanístico de estilo racionalista bastante adelantado para su época. El nombre del proyecto viene del entonces presidente de la Generalidad de Cataluña, Francesc Macià.
El plan preveía una distribución funcional de la ciudad con un nuevo orden geométrico, a través de grandes ejes vertebradores como la Gran Vía, la Meridiana y el Paralelo, y con una nueva fachada marítima definida por rascacielos cartesianos, además de la mejora de equipamientos y servicios, el fomento de la vivienda pública y la creación de un gran parque y centro de ocio junto al delta del Llobregat, la llamada Ciudad de Reposo y Vacaciones. El inicio de la Guerra Civil truncó el proyecto.

## Planteamiento

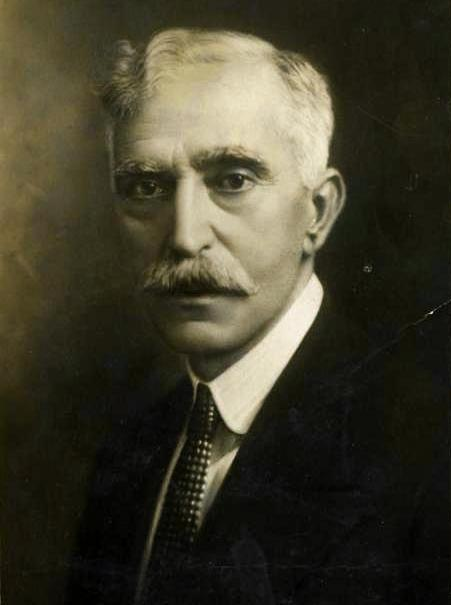
Francesc Macià.

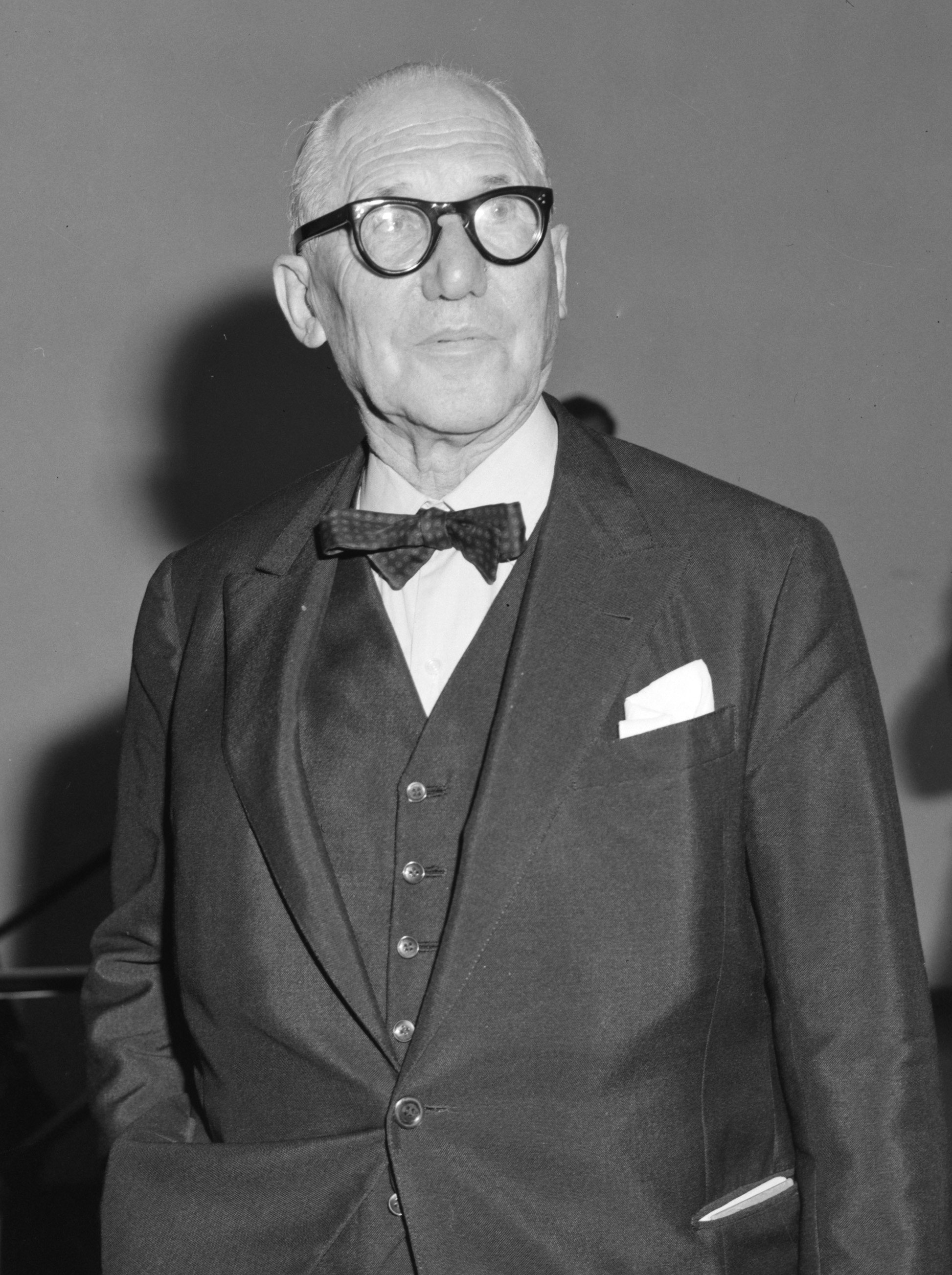
Le Corbusier, artífice con el GATCPAC del Plan Macià

En los años 1930 surgió en Barcelona una fuerte voluntad de acercamiento a las vanguardias arquitectónicas europeas, donde estaba despuntando el racionalismo, un estilo practicado en el centro de Europa desde inicios de los años 1920 por arquitectos como Le Corbusier, Ludwig Mies van der Rohe, Walter Gropius y J.J.P. Oud. Era un estilo que aunaba funcionalidad y estética, dando predominio al volumen sobre la masa, con formas basadas en el rectángulo y las líneas horizontales, sin ocultar la estructura del edificio, con paredes lisas y ventanas metálicas, sin recargamiento ornamental.
En 1930 se creó en Barcelona el grupo GATCPAC (Grupo de Artistas y Técnicos Catalanes para el Progreso de la Arquitectura Contemporánea), con voluntad renovadora y liberadora del clasicismo novecentista, así como la de introducir en España las nuevas corrientes internacionales derivadas del racionalismo. Fue fundado por Josep Lluís Sert, Josep Torres Clavé, Germán Rodríguez Arias, Sixt Illescas, Cristòfor Alzamora, Ricardo de Churruca, Manuel Subiño y Pere Armengou. Entre sus miembros destacó especialmente Josep Lluís Sert, un arquitecto de fama internacional que tras la Guerra Civil se estableció en Estados Unidos. Fue discípulo de Le Corbusier, con quien trabajó en París y al que invitó a visitar la ciudad condal en 1928, 1931 y 1932.
El origen del Plan se encuentra en una carta enviada por Sert a Le Corbusier el 21 de enero de 1932, en la que le manifiesta su proyecto de una nueva urbanización de Barcelona. Entre marzo y abril de ese año se celebró en la ciudad condal una reunión del CIRPAC (Comité Internacional para la Resolución de los Problemas de la Arquitectura Contemporánea), que debía preparar el cuarto CIAM (Congreso Internacional de Arquitectura Moderna), celebrado en Atenas el verano de 1933. En ese congreso se establecieron los principios fundamentales del urbanismo funcionalista, y los arquitectos del GATCPAC, con Sert a la cabeza, se adscribieron a las nuevas ideas urbanísticas, que planearon desarrollar en Barcelona. En el transcurso del CIRPAC se reunieron Sert, Le Corbusier y Macià, y esbozaron las líneas generales del proyecto que desarrollaría Sert con el asesoramiento de Le Corbusier, si bien nunca se llegó a concretar un encargo oficial. El nombre del proyecto, dedicado al presidente de la Generalidad, fue idea de Le Corbusier.

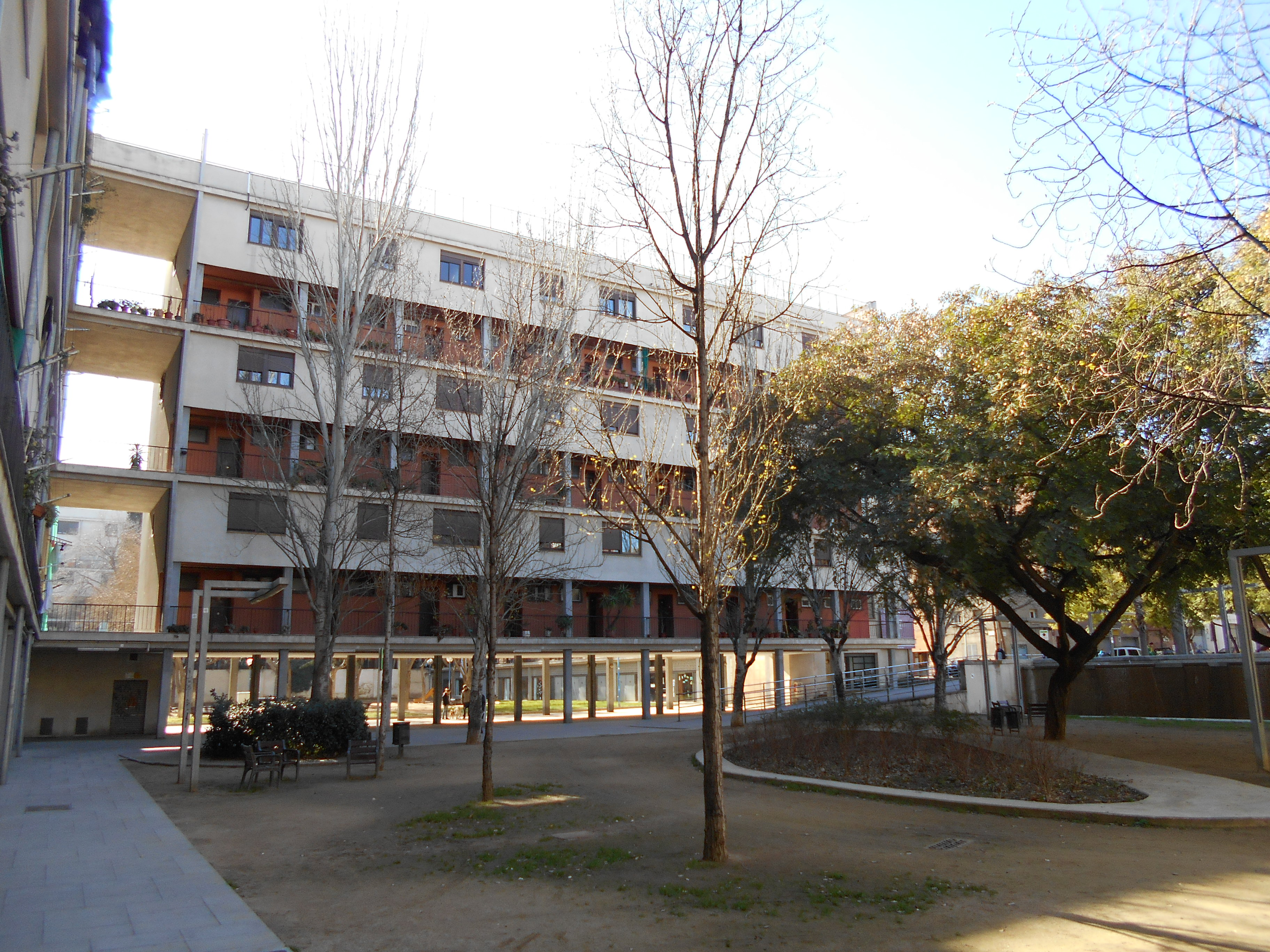
Casa Bloc (1932-1936), de Josep Lluís Sert, Josep Torres Clavé y Joan Baptista Subirana.

El Plan Macià fue presentado en una exposición titulada La Nueva Barcelona (en catalán: La Nova Barcelona), celebrada en el subsuelo de la plaza de Cataluña e inaugurada el 11 de junio de 1934. Aquí se presentaron diversos planos tanto de proyectos urbanísticos ya existentes en la ciudad como de las nuevas propuestas pensadas para la futura Barcelona. La nueva urbe estaba pensada como una capital política y administrativa, de carácter obrero y funcional, que se estructuraría en diversas áreas: una zona residencial, otra financiera e industrial, otra cívica y de servicios, y otra lúdica, que comprendía los parques y jardines y las playas; también se estudiaban detenidamente los enlaces y las comunicaciones y transportes. El eje vertebrador sería la Gran Vía, una franja de 600 m de ancho que iría desde el Llobregat hasta el Besós. También se potenciaban la avenida Meridiana y la del Paralelo, que convergerían en el puerto, donde se situaría una city o centro de negocios, desplazando las instalaciones portuarias a la Zona Franca. Para la zona residencial proponían la creación de módulos de 400 x 400 m —equivalentes a nueve manzanas del Ensanche— con grandes conjuntos de viviendas y equipamientos sociales. El área de esparcimiento estaba ideada a través de espacios verdes situados en estos módulos residenciales y en una gran franja de terreno en la zona litoral, entre la Barceloneta y el Pueblo Nuevo, así como la creación de un vasto complejo destinado al ocio llamado Ciudad de Reposo y Vacaciones (en catalán: Ciutat de Repòs i Vacances), que se situaría en las playas de Viladecans, Gavá y Castelldefels.
El Plan no se materializó por disensiones políticas y el estallido de la Guerra Civil, aunque se hicieron algunos intentos de llevarlo a la práctica, aunque fuese parcialmente: así, en 1933 se creó la Cooperativa Popular La Ciudad de Reposo y de Vacaciones, que agrupaba a unas 600 asociaciones de toda Cataluña interesadas en el proyecto; el objetivo fundamental era conseguir la municipalización del terreno de unos 8 km de costa pensado para la ubicación del centro lúdico, pero el decreto de expropiación no llegó y la idea quedó definitivamente aparcada con el inicio de la Guerra Civil. Por otro lado, la única realización material vinculada indirectamente al proyecto fue la construcción de la Casa Bloc (1932-1936), diseñada por Sert, Josep Torres Clavé y Joan Baptista Subirana, un bloque de viviendas de clase obrera con equipamientos sociales que pretendía ser el modelo a desarrollar en la ciudad; basada en el proyecto de viviendas à redent de Le Corbusier (1922), es un conjunto en forma de S, de bloques largos y estrechos con estructura metálica de dos crujías, con accesos a las viviendas a través de corredores cubiertos.
Aunque el Plan Macià no se llevó a la práctica, su diseño innovador y vanguardista lo convirtieron en uno de los hitos del urbanismo barcelonés, junto con los planes Cerdà y Jaussely. Algunos de sus aspectos inspiraron el urbanismo de la ciudad en el período democrático, especialmente en cuanto a la recuperación del frente marítimo como espacio destinado al ocio, como se puso de manifiesto con la ubicación del centro Maremagnum en el muelle de España o la creación de la Villa Olímpica y los diversos parques que se suceden desde esta hasta la zona de Diagonal Mar.